# 威洛里弗 (明尼蘇達州)
威洛里弗（英語：Willow River）是一個位於美國明尼蘇達州派恩縣的城市。

## 人口
根據2020年美國人口普查的數據，威洛里弗的面積為4.92平方千米，當中陸地面積為4.54平方千米，而水域面積為0.38平方千米。當地共有人口384人，而人口密度為每平方千米78人。